# Bernard Turreau
Pour les articles homonymes, voir Turreau.
Bernard Honoré Turreau dit Bernard Toro né à Toulon en 1672 et mort dans la même ville le 26 janvier 1731 est un sculpteur français.

## Biographie
Bernard Turreau est le fils du sculpteur toulonnais Pierre Turreau et fait son apprentissage auprès de Joseph Bouvier décorant avec lui à l'arsenal les vaisseaux Le Gaillard et Le Florissant. Il fait deux séjours à Aix-en-Provence. la première fois entre 1695 et 1700 où il sculpte pour l'hôtel d'Arlatan-Lauris, la porte en noyer actuellement au musée de Lyon. Son deuxième séjour dans l'ancienne capitale commence en 1713 ; il dresse les plans du maître-autel de la cathédrale Saint-Sauveur et réalise de nombreux dessins d'ornementation. Il est ensuite nommé maître sculpteur à l'atelier du port de Toulon.

## Ses œuvres
Toro fabrique de nombreuses consoles, portes et éléments divers de boiserie pour sa clientèle provençale. Il publie en 1716 un recueil de ses modèles et ornements divers comportant 115 planches gravées sur cuivre à l'eau forte ou au burin par Charles-Nicolas Cochin, François Joullain, etc. et publié par Dubuisson.
La grande originalité d'inspiration de l'artiste est un mélange des modèles parisiens et du baroque, c'est l'un des chantres du style Régence. Très peu de ses œuvres que l'on trouve essentiellement chez des particuliers, lui sont attribuées avec certitude. 
Parmi les rares musées qui possèdent une de ses œuvres, on peut citer les suivants :
- Musée Grobet-Labadié, Marseille : console en bois et marbre[3].
- Musée des Tissus et des Arts décoratifs, Lyon : porte sculptée de l'Hôtel d'Arlatan[4] , [5].
- Mauritshuis, La Haye (Pays-Bas) : Table en bois sculpté avec dessus de marbre[6].
- Nationalmuseum, Stockholm Suède : gravures diverse[7].

## Galerie d'illustrations

Œuvres de Bernard Turreau
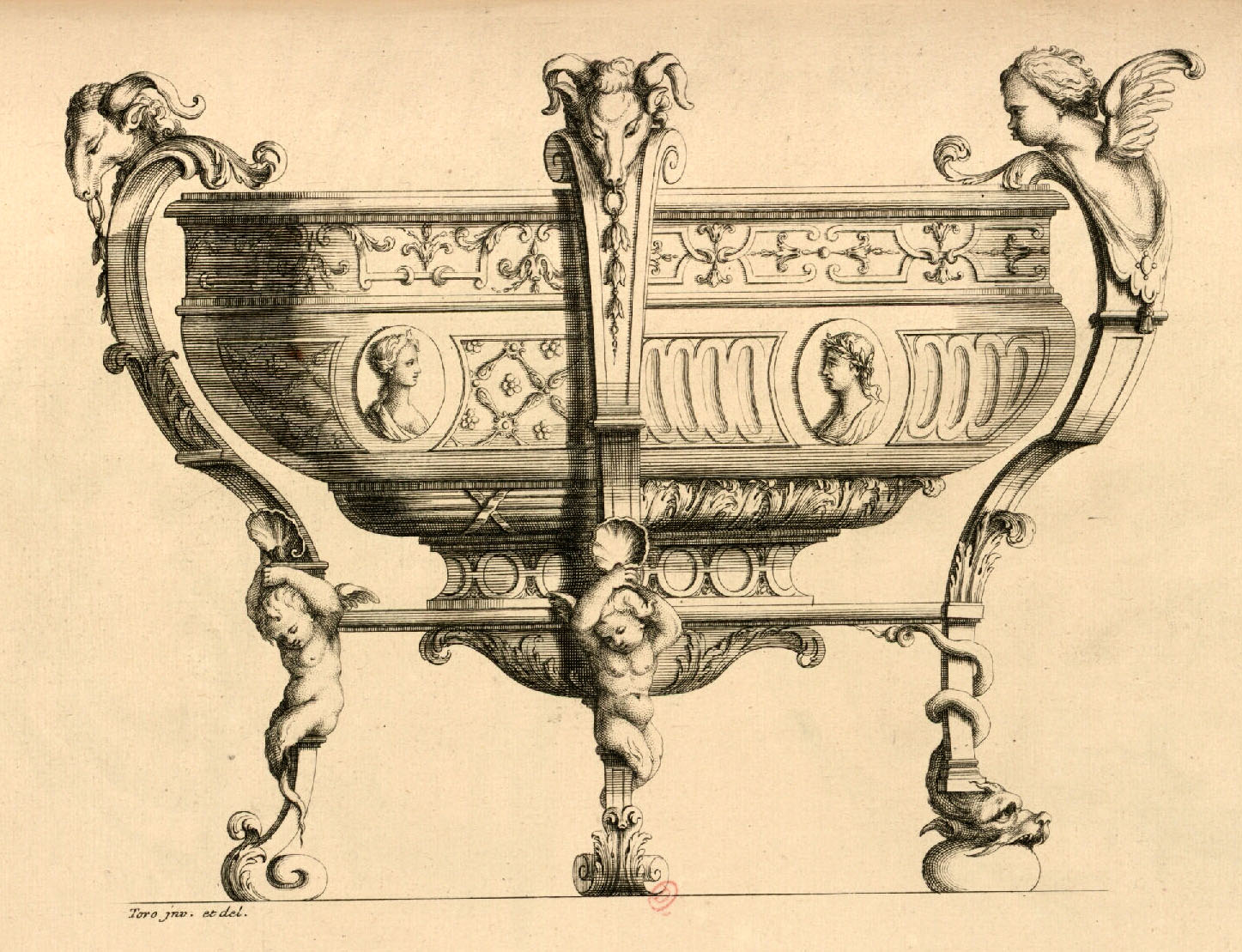
Brasero.
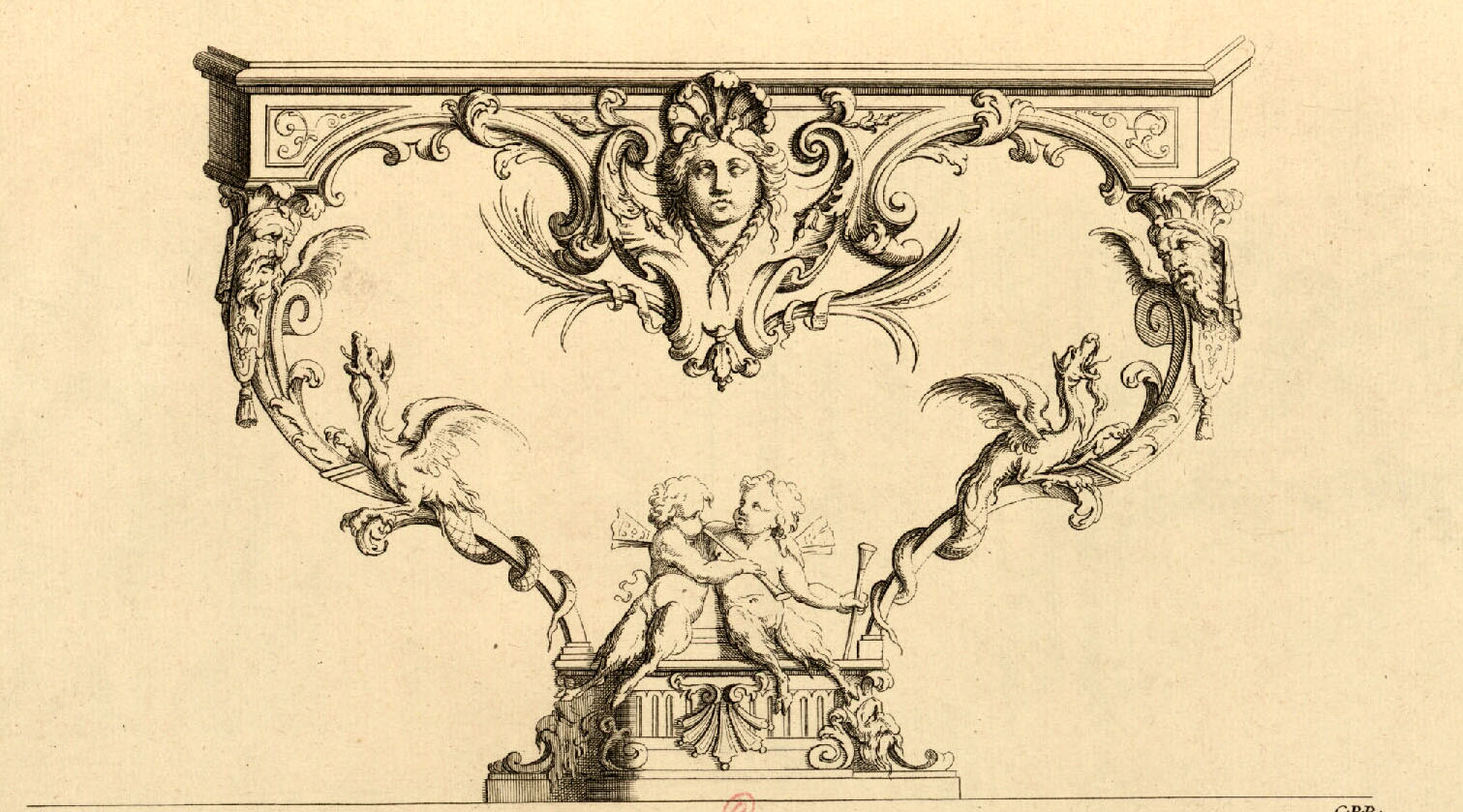
Console.
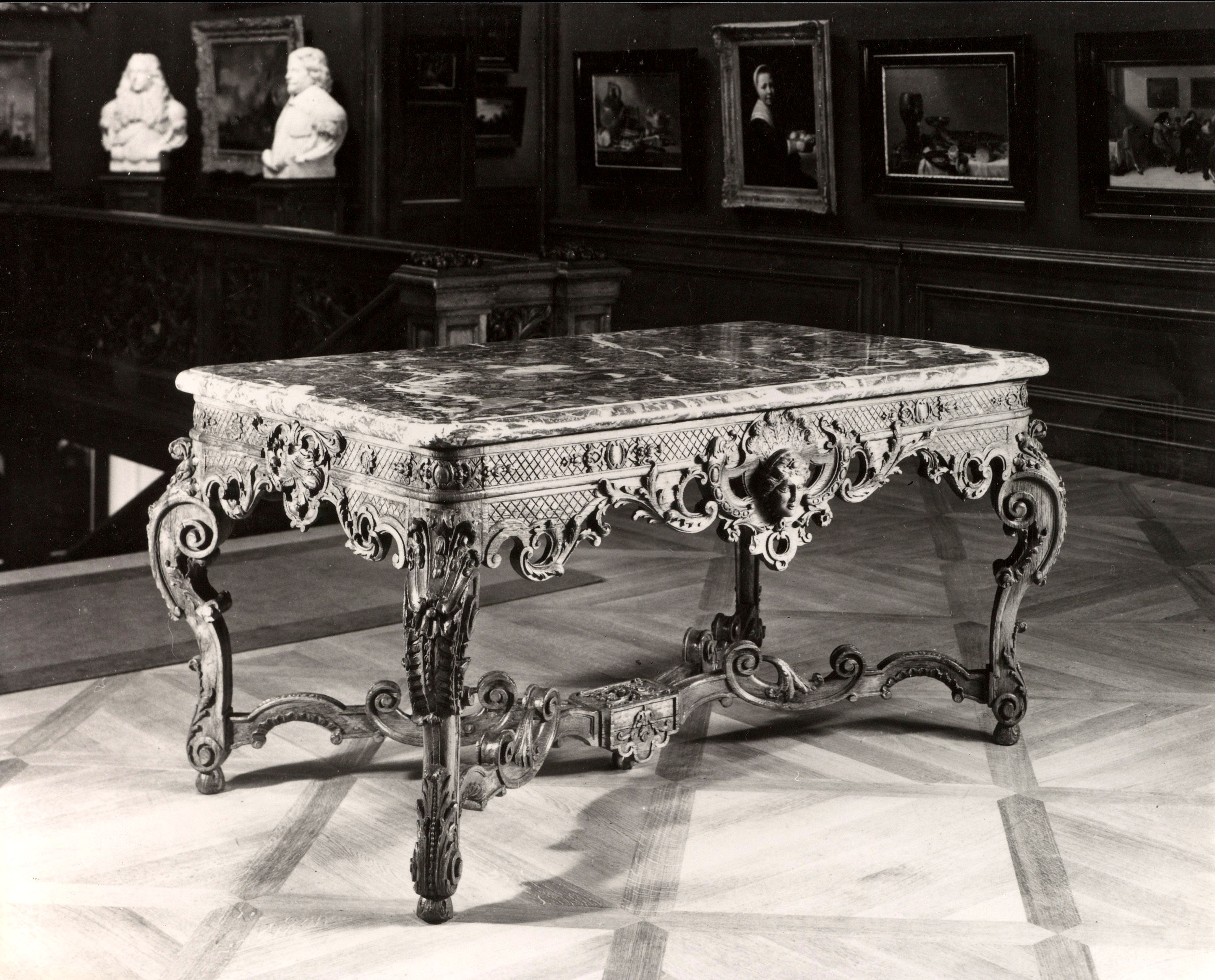
Table, musée Mauritshuis, La Haye.
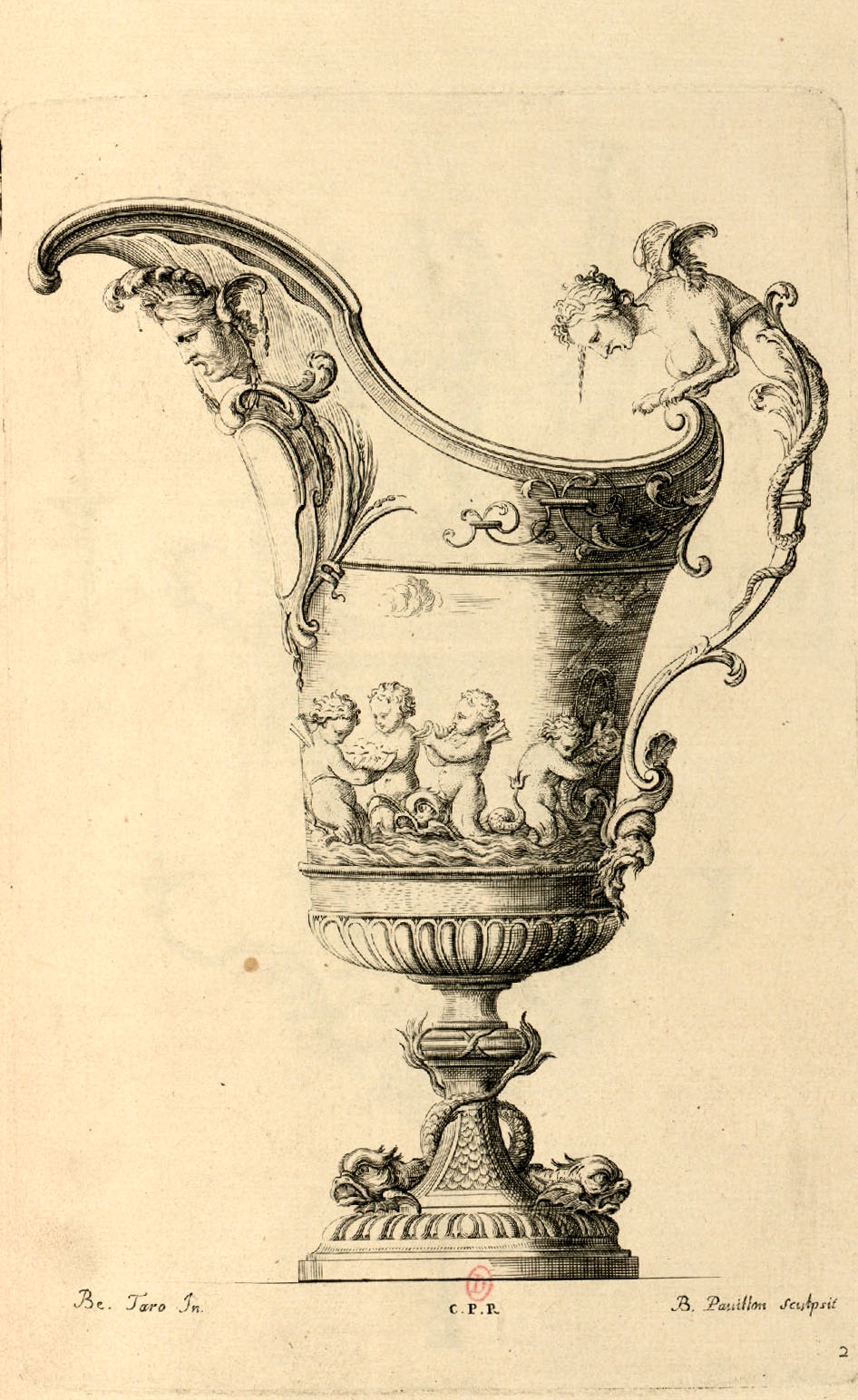
Aiguière.
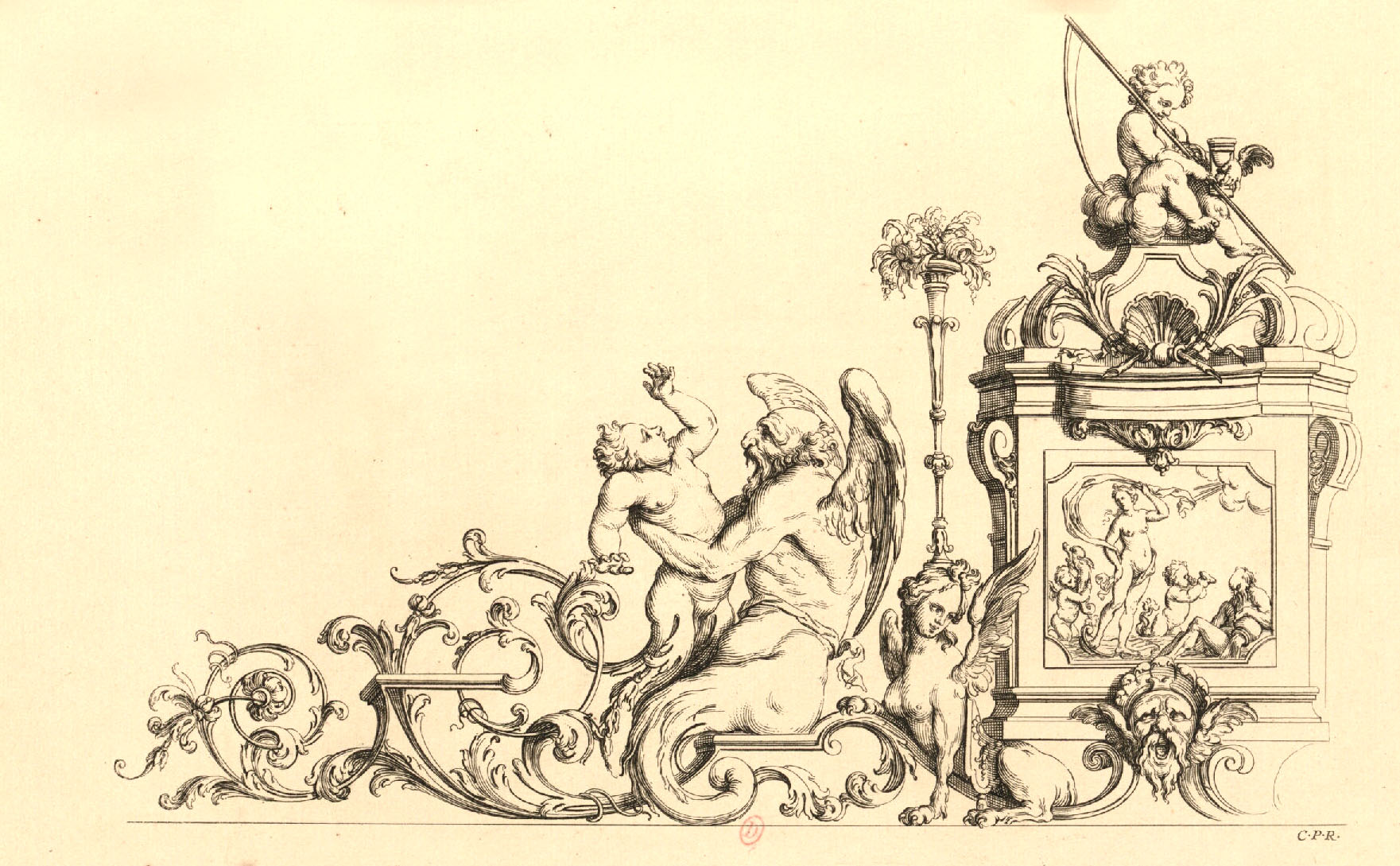
Arabesques.
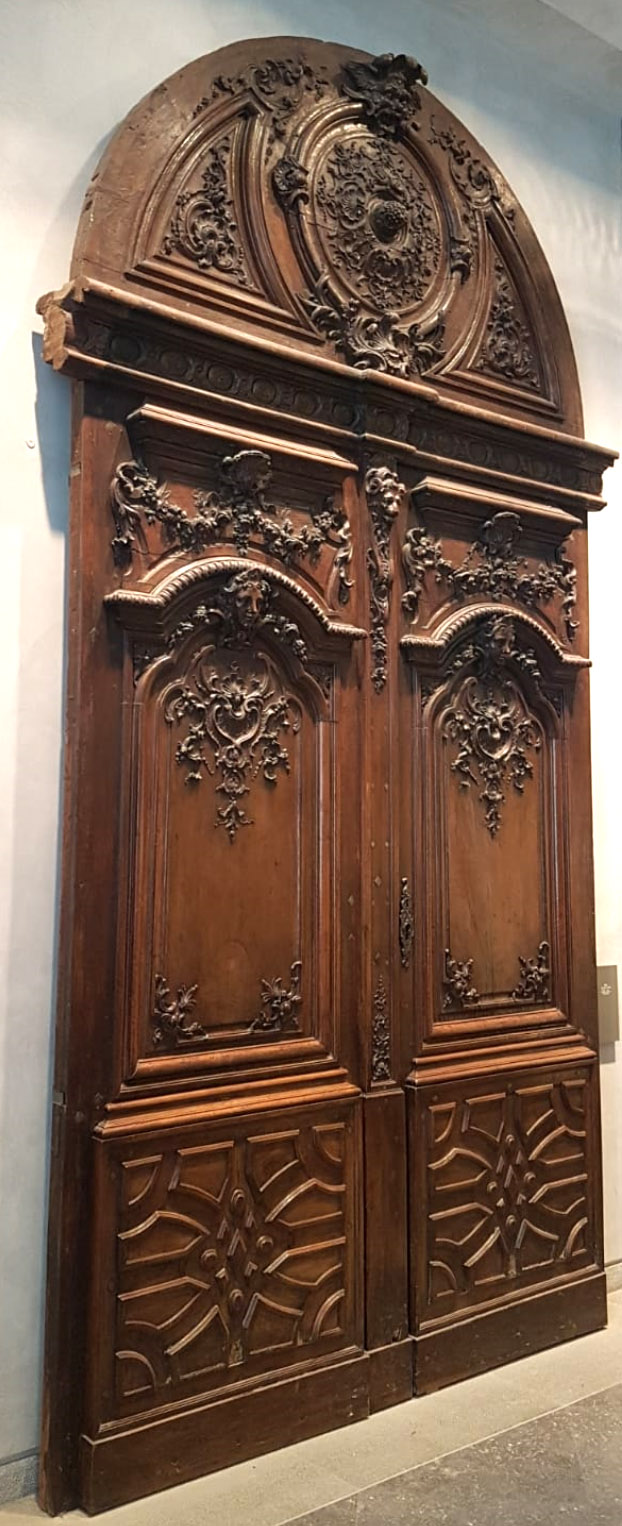
porte de l hotel D Arlatan, sculptée par Toro en 1695.